# Aeroportul Bensbach
Aeroportul Bensbach (IATA: BSP, ICAO: AYBH) este un aeroport din Papua Noua Guinee.
Situat la o altitudine de 9 m, aeroportul dispune de o singură pistă.